# Bekkevoort
Bekkevoort este o comună în provincia Brabantul Flamand, în Flandra, una dintre cele trei regiuni ale Belgiei. Comuna este formată din localitățile Bekkevoort, Assent și Molenbeek-Wersbeek. Suprafața totală este de 37,17 km². Comuna Bekkevoort este situată în zona flamandă vorbitoare de limba neerlandeză a Belgiei. La 1 ianuarie 2008 comuna avea o populație totală de 5.915 locuitori.